# ناحیه نیلم
ناحیه نیلم (به انگلیسی: Neelam Valley) یکی از ناحیه‌های پاکستان در پاکستان است که در کشمیر آزاد واقع شده‌است. ناحیه نیلم ۳٬۶۲۱ کیلومتر مربع مساحت و ۱۹۱٬۲۵۱ نفر جمعیت دارد.